# Gaziantep

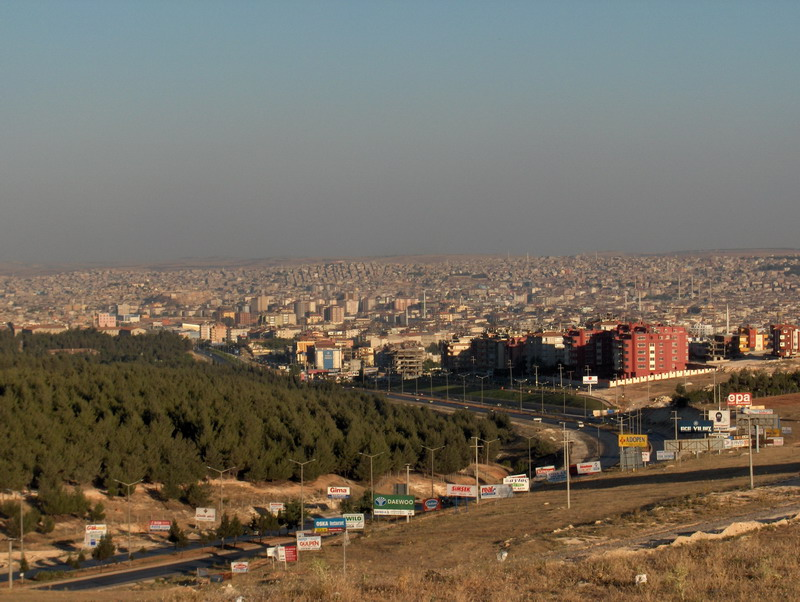
Vista de Gaziantep

Gaziantep (antigament Ayntab o Aintab), coneguda informalment com a Antep, és una ciutat de Turquia capital de la província de Gaziantep i del districte homònim. Està dividida en dos districtes, Şahinbey i Şehitkamil, i la seva població metropolitana total és d'1.237.874 habitants (cens del 2007) dels quals 1.175.042 a la mateixa ciutat (és per tant la sisena ciutat de Turquia). La Gran Assemblea turca li va atorgar el 8 de febrer de 1921 el títol de Gazi (guerrer victoriós contra l'infidel) per la seva resistència a l'ocupació francesa. i la ciutat adoptà de forma oficial el nom Gaziantep ("Antep la veterana") el 1921. La ciutat està a 45 km de la frontera siriana, a 55 de la ciutat de Biredjik i a 100 km d'Alep

## Economia
Actualment és un centre agrícola i industrial. En l'agricultura destaca per la producció de pistatxo, i també olives. Productes destacats són els articles de coure i les anomenades babutxes iemenites, característiques de la regió. Hi ha nombroses empreses industrials establertes (el 4% de la gran indústria turca i el 6% de la petita indústria) i disposa de la zona industrial més gran del país. El turisme s'hi està desenvolupant però encara és una activitat molt incipient. La producció d'estores (fetes a màquina) és també molt important i hi ha unes 100 fabriques.
La ciutat compta amb l'Aeroport internacional Gaziantep Oğuzeli (codi IATA: GZT; codi ICAO: LTAJ).

## Llocs importants
Al centre hi ha la fortalesa de Gaziantep i la ciutadella de Ravanda. El Museu Arqueològic inclou importants col·leccions del Neolític i el període hitita, l'època hel·lenística i la seva derivació en el regne de Commagena, i el període romà. A la casa de Hasan Süzer, que fou restaurada, es va instal·lar el museu Etnogràfic. El taller d'escultura de Yesemek, a 30 km al sud de la ciutat de Islahiye, fou un dels primers del món. Altres restes històriques són les ruïnes de Belkis (Zeugma) i de Kargamış, a la ciutat de Nizip. Doliche, inclou un lloc per acampada.

## Història
Gaziantep és possiblement el lloc de la clàssica Antiochia ad Taurum (Antioquia del Taure). A pocs kilòmetres al nord hi ha les ruïnes de la grega i romana Doliche (en turc, Dülük, moderna Dülükbaba).
Els romans d'Orient van arrabassar Duluk als hamdànides el 962 i el llogaret proper d'Ayntab va començar a agafar importància mentre l'antiga Duluk la perdia. Ayntab era segurament la Diba de Claudi Ptolemeu, esmentada com Tyba per Ciceró, i era una dependència de Doliche (àrab Duluk).
El 1072 va passar a mans d'un senyor armeni, Filaretos. En arribar la primera croada estava en mans de Toros, lloctinent de Filaretos, i fou ocupada pels croats i inclosa (1098) en el feu de Jocelyn de Courtenay juntament amb Tell Bashir, i que al seu torn era vassall de Balduí I de Bourg. Després va passar al seu fill Jocelyn II. Aquest fou fet presoner per les forces de Nur al-Din el 1150 i els francs van cedir la regió als romans d'Orient que la van perdre el 1151 davant els seljúcides de Rum, però a la mort del sultà Masud (1155/1156) Nur al-Din la va incorporar als dominis aiúbides, amb els quals va passar als mamelucs. Fou ocupada breument pels mongols de Pèrsia en les seves expedicions de 1271 i 1280.
El 1400 fou ocupada per Tamerlà i a la seva mort el 1405 va passar als Kara Koyunlu i al cap d'un temps a l'emirat de Dhu l-Kadr, incorporat a l'imperi otomà el 1522. Excepte la breu ocupació egípcia del 1832 al 1840 la ciutat romangué en mans dels otomans fins al 1919 i fou coneguda generalment com a Antep; forma part de l'eyalat d'Alep (wilayat el 1864).
El 1919 Aintab fou ocupada pels anglesos i transferida a França el 1921 que la va ocupar el 7 de febrer de 1921 després de vencer una forta resistència local que va valdre a la ciutat el títol de Gazi (guerrera victoriosa contra els infidels) que es va afegir al seu nom habitual (Anteb). La forma francesa del nom fou Aïn-Tab. Formava llavors un mutassarrif que va emetre segells de correus (juliol de 1921) en curs fins al 27 d'agost de 1921.
Després de la guerra amb l'armistici de Mudros (30 d'octubre de 1918) el 1919 fou ocupada pels anglesos, i d'acord amb els tractats fou evacuada (1920) per deixar pas als francesos, que van topar amb forta resistència fins que fou ocupada el 7 de febrer de 1921. El dia 8 de febrer de 1921 va rebre el títol de Gazi (combatent victoriós) que va afegir al seu nom.

## Demografia
A finals del segle xix, Gaziantep tenia 45.000 habitants dels quals dos terços eren musulmans en gran part turcmans yörük del clan Çapanoğlu. La resta eren armenis, i altres cristians i algun jueu.

## Cultura

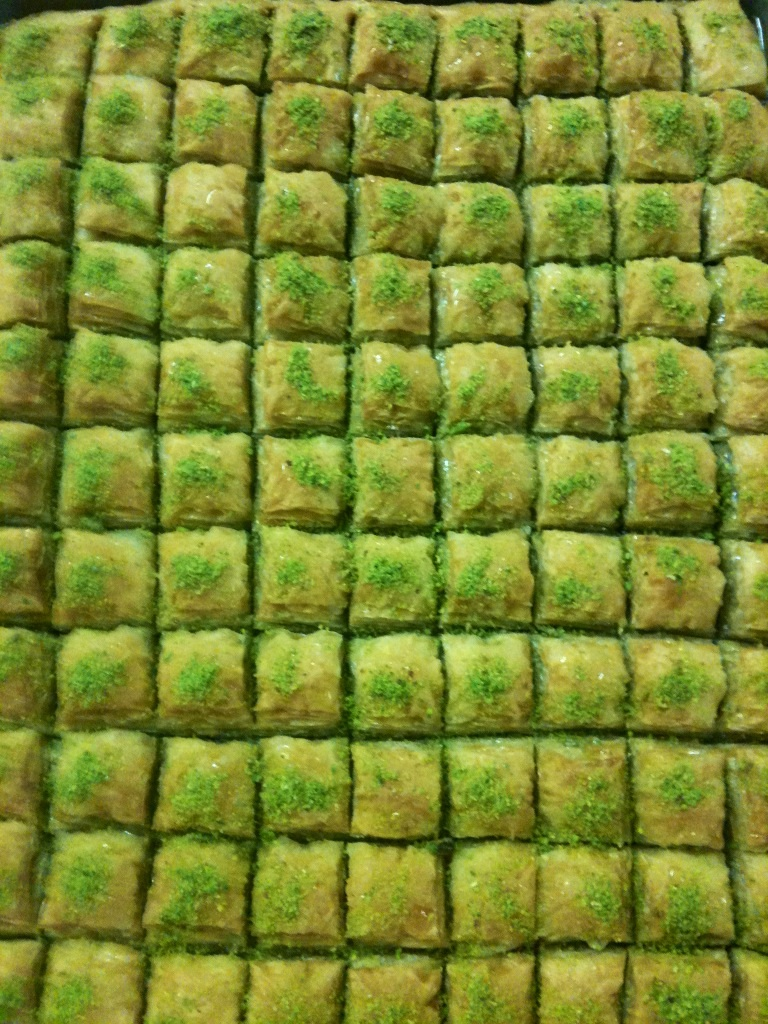
Baklava de Gaziantep

A Gaziantep hi ha diverses especialitats de cuina; alguns exemples són el yuvalama (arròs i carn formant boles petites de la mesura d'un pèsol), el lahmacun o pizza turca, i el baklava.
La ciutat disposa de diversos instituts i una universitat (a 10 km del centre) iniciada el 1973 adscrit a la Universitat Técnica de l'Orient Mitjà, i independitzada el 1984.

## Personatges
- Edip Akbayram, cantant
- Onat Kutlar, escriptor i poeta
- Ülkü Tamer, escriptor i poeta
- Göksu Üçtaş, gimnasta artística
- Ahmet Ümit, escriptor i poeta
- Maryvonne Kendergi (1915-2011), pianista i musicòloga.

## Agermanaments
- Duisburg, Alemanya
- Florència, Itàlia
- Alep, Síria
- Kuwait (ciutat), Kuwait
- Nimega, Països Baixos